# فوزي القاوقجي

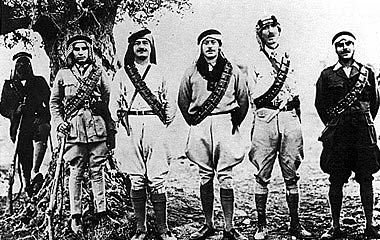
فوزي القاوقجي الثالث من اليمين في عام 1936

فوزي القاوقجي (1890- 5 حزيران 1977) ضابط في الجيش السوري وقائد جيش الإنقاذ خلال حرب 1948، ولد في مدينة طرابلس بالدولة العثمانية. درس في المدرسة الحربية في الأستانة، وتخرج ضابطاً في سلاح الخيالة العثماني عام 1912. عمل في خدمة الملك فيصل في دمشق.
عاش فوزي القاوقجي في دمشق وتميز بشجاعته النادرة وعروبته التي دفعته لخوض المعارك ضد الاستعمار الأوروبي في مجمل المناطق العربية فشارك في الثورات في مناطق مختلفة من سوريا ضد الفرنسيين في العشرينيات وثورة فلسطين 1936.

## محطات بارزة
شارك في المعارك ضد الإنجليز خلال الحرب العالمية الأولى في العراق 1914 وفلسطين 1916، ساعد الملك عبد العزيز آل سعود في تشكيل الجيش السعودي عام 1929 للقضاء على تمرد الإخوان، ثم انضم إلى الملك فيصل في العراق في عام 1932، ثم قام بتشكيل قوات متطوعة عربية توجه بها إلى فلسطين عام 1936، ومن ثم ساهم في ثورة رشيد عالي الكيلاني في العراق عام 1941، لكن المحطة الأبرز في حياته كانت توليه قيادة جيش الإنقاذ في فلسطين عام 1947.

## الثورة السورية الكبرى
في عهد الانتداب الفرنسي أصبح آمرا لسرية الخيالة في حماة، لاحقا انشق عن الفيلق السوري الذي أقامه الفرنسيون في سوريا، ليشترك في الثورة السورية الكبرى ضد المستعمر الفرنسي، وفي 4 تشرين الأول 1925، قاد ثورة في حماة ضد الاحتلال الفرنسي والتي خطط لها بالاشتراك مع سعيد الترمانيني ومنير الريس. حيث سيطر الثوار السوريون على المدينة التي كانت وقتئذ ثالث أكبر مدن سوريا وتعداد سكانها حوالي 80 ألفاً. قام الثوار بقطع خطوط الهاتف ومهاجمة وإحراق دار الحكومة حيث أسروا بعض الضباط الفرنسيين ثم قاموا بمحاصرة المواقع العسكرية الفرنسية.
قامت فرنسا في اليوم التالي بقصف المدينة بالطائرات والمدفعية لمدة ثلاثة أيام. بعد مفاوضات أقنع بعض وجهاء المدينة القاوقجي بالانسحاب حقناً لدماء السكان فاستمرت المعارك في محيطها. أدى القصف على حماة إلى سقوط 344 قتيلاً غالبيتهم العظمى من المدنيين، رغم أن فرنسا ادّعت أن عدد القتلى لم يتجاوز 76 جميعهم من الثوار. تقدر بعض المصادر عدد الضحايا المدنيين بحوالي 500، وخسائر الفرنسيين 400 بين قتيل وجريح وخسائر الثوار 35. كانت الخسائر المادية كبيرة أيضاً فقد تم تدمير 115 محلاً تجارياً.
أسندت إليه لاحقا قيادة الثورة في منطقة غوطة دمشق.

## جيش الإنقاذ
تولى قيادة جيش الإنقاذ في فلسطين عام 1947، وجند الكثير من المتطوعين الفلسطينيين بين عامي 1947 و 1948 لقتال المحتلين الإسرائيليين ومن هؤلاء المتطوعين ضباط مشاهير من مؤسسي منظمة التحرير الفلسطينية لاحقاً وجيش التحرير الفلسطيني.
قاد القاوقجي عدداً من المعارك ضد الإسرائيليين، أهمها معركة المالكية والهجوم التي قام به الجيش السوري وقوات لبنانية في حزيران 1948 ضد الإسرائيليين. قدم استقالته بعد توقيع اتفاقيات هدنة 1949 بين العرب وإسرائيل. وعاش في دمشق ثم توفي في بيروت عام 1977.
كانت تشوب علاقة القاوقجي بالحاج أمين الحسيني الكثير من الشك والضغينة، وعرف الصهاينة بذلك، لذلك قام الصهويني يهوشع بالمون بتسريب وثائق للقاوقجي تتدعي أن المفتي هو من حرض الألمان على اعتقال القاوقجي. بتاريخ ١ نيسان ١٩٤٨ التقى القاوقجي مع بالمون في لقاء سري عقد في قرية نور شمس، اتفق القاوقجي وبالمون على أن القاوقجي لن يدعم قوات المفتي في حال تم مهاجمتها من قبل الهاجاناة، وقال لبالمون أنه يتمنى أن يلقن اليهود المفتي وابن أخيه عبد القادر وحسن سلامة درسا! ويذكر أيضا أن عبد القادر الحسيني وبعد نفاذ ذخيرته في معركة القسطل اتصل بالقاوقجي ليطلب منه تزويده بالذخيرة ، لكن القاوقجي أجابه أنه لا يملك أية ذخيرة برغم أنه كان يملكها، وبعد ذلك استشهد عبد القادر الحسيني في معركة القسطل بسبب نفاذ ذخيرته.
كان هناك اتفاق ضمني بين القاوقجي وبالمون على عدم مهاجمة كل طرف للاخر في حدود التقسيم، لكن القاوقجي طلب من بالمون أن يمنحوه ولو نصر واحد ليقوي موقفه، لكن بالمون قال له أنه لا يستطيع وعده بذلك لأن اليهود سيدافعون عن أنفسهم اذا ما تم مهاجمتهم.

## النظرة إليه
مما لا ينبغي إغفاله أن لظروف تلك المرحلة أثر في تشويش الصورة حول فوزي القاوقجي، ففيما ينظر البعض إليه كقائد ومناضل فذ فإن هناك من يرميه بالعمالة للإنكليز، وبأنه كان دسيسة لهم، وعميلاً مزدوجاً حيث كان يتعاون في الظاهر مع الألمان وفي الباطن يتعاون مع الإنكليز، ويرميه هؤلاء بأنه كان يحاول التفريق بين القادة العرب، ومن هؤلاء الدكتور معروف الدواليبي الذي كان يجزم بذلك، ويذكر في هذا السياق محاولة القاوقجي إثارة الفرقة بين رشيد عالي الكيلاني والحاج أمين الحسيني، كما يعزز كلامه بسياق عدد من الوقائع التي تثير - إن صدقت- ظلالاً من الشك في حقيقة كونه مناضلاً صادقاً.
ويعتبر فوزي القاوقجي في الذاكرة الشعبية العربية من أهم المناضلين الأبطال في الدفاع عن الدول العربية كافة وعن القضايا العربية يلقى كل التكريم والاحترام كواحد من الأبطال في التاريخ العربي الحديث.

## معرض صور

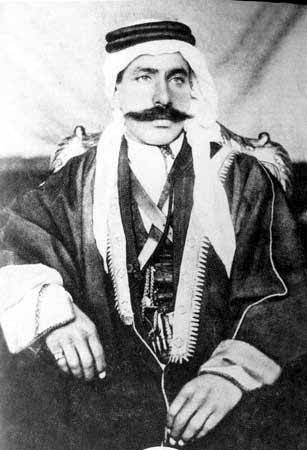
القائد سلطان باشا الأطرش، جبل العرب.
الزعيم ابراهيم هنانو، ادلب..
المجاهد عياش الحاج، دير الزور.
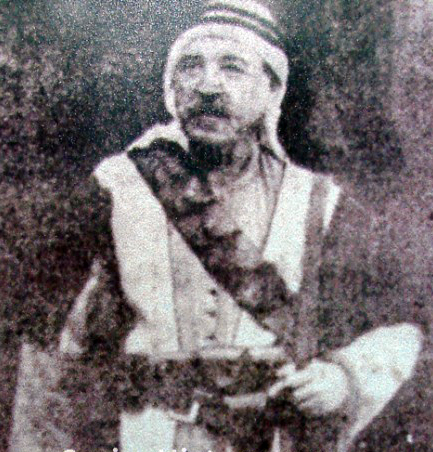
الشيخ صالح العلي، اللاذقية.
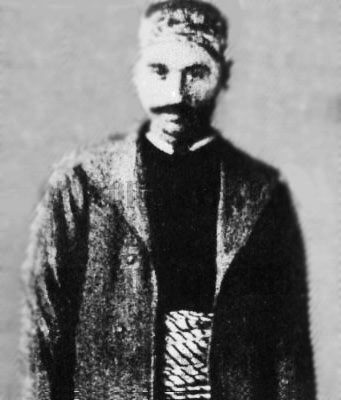
المجاهد حسن الخراط، غوطة دمشق.
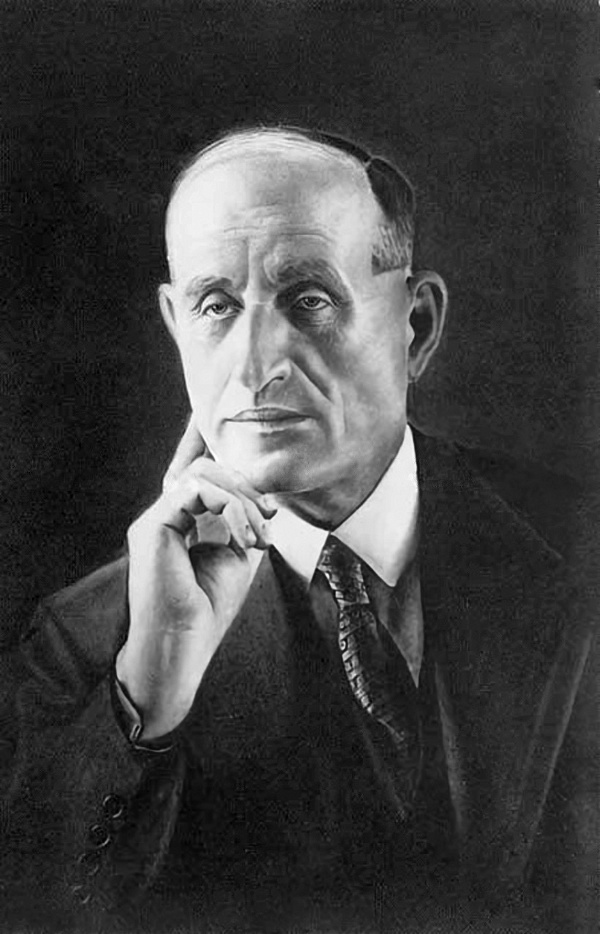
الدكتور عبد الرحمن الشهبندر، دمشق.

## روابط خارجية
- فوزي القاوقجي على موقع مونزينجر (الألمانية)